# Amphisbaena scutigerum
Amphisbaena scutigerum е вид влечуго от семейство Amphisbaenidae.

## Разпространение
Видът е разпространен в Бразилия (Рио де Жанейро).